# Kaschmar
Kaschmar (persisch کاشمر Kāschmar, früher Keschmar) ist eine Stadt im gleichnamigen Verwaltungsbezirk in der iranischen Provinz Razavi-Chorasan. Bis ins 18. Jahrhundert trug sie noch den Namen Torschiz. Eine Namensvariante war auch Soltanabad.

## Geografische Lage
Die Stadt liegt 217 km südlich von Maschhad am Fluss Sish Taraz auf einer Höhe von 1215 m. Der historische Name der Region war Pouscht.

## Wirtschaft und Verkehr
Hier werden an die 40 unterschiedliche Arten von Weintrauben kultiviert und die Stadt ist ein Hauptproduzent von Rosinen. Außerdem hergestellt werden hier Safran und Perserteppiche. Unter anderen wird der Khorasan-Nain-Teppich hier gewoben.
Die Stadt liegt an der Bahnstrecke Garmsar–Maschhad, Teil der direkten Eisenbahnverbindung von Teheran nach Maschhad.

## Sehenswürdigkeiten
Zu den Sehenswürdigkeiten der Stadt gehören die Freitagsmoschee von Kāschmar, der Mazar-Garten (Bāgh-e Mazar), die Grabstätten Seyyed Mohammad-e Ābed sowie das Ārāmgāh-e Modarres.
Der bereits im Schahname erwähnte älteste Baum, die Zypresse von Kaschmar, soll hier gestanden haben. 
In der Stadt befinden sich zwei Universitäten, die Payam-e-Nur-Universität und die Islamische Azad-Universität von Kaschmar.

## Söhne und Töchter der Stadt
- Alireza Faghani (* 1978), Fußballschiedsrichter